# Or Aqiva
Or Aqiva (em hebraico:  אוֹר עֲקִיבָא) é uma cidade israelita do distrito de Haifa, com 15.800 habitantes.

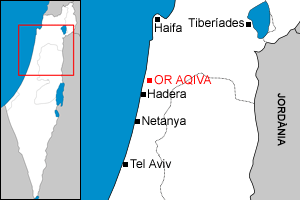
Localização de Or Aqiva.